# Stappenteller

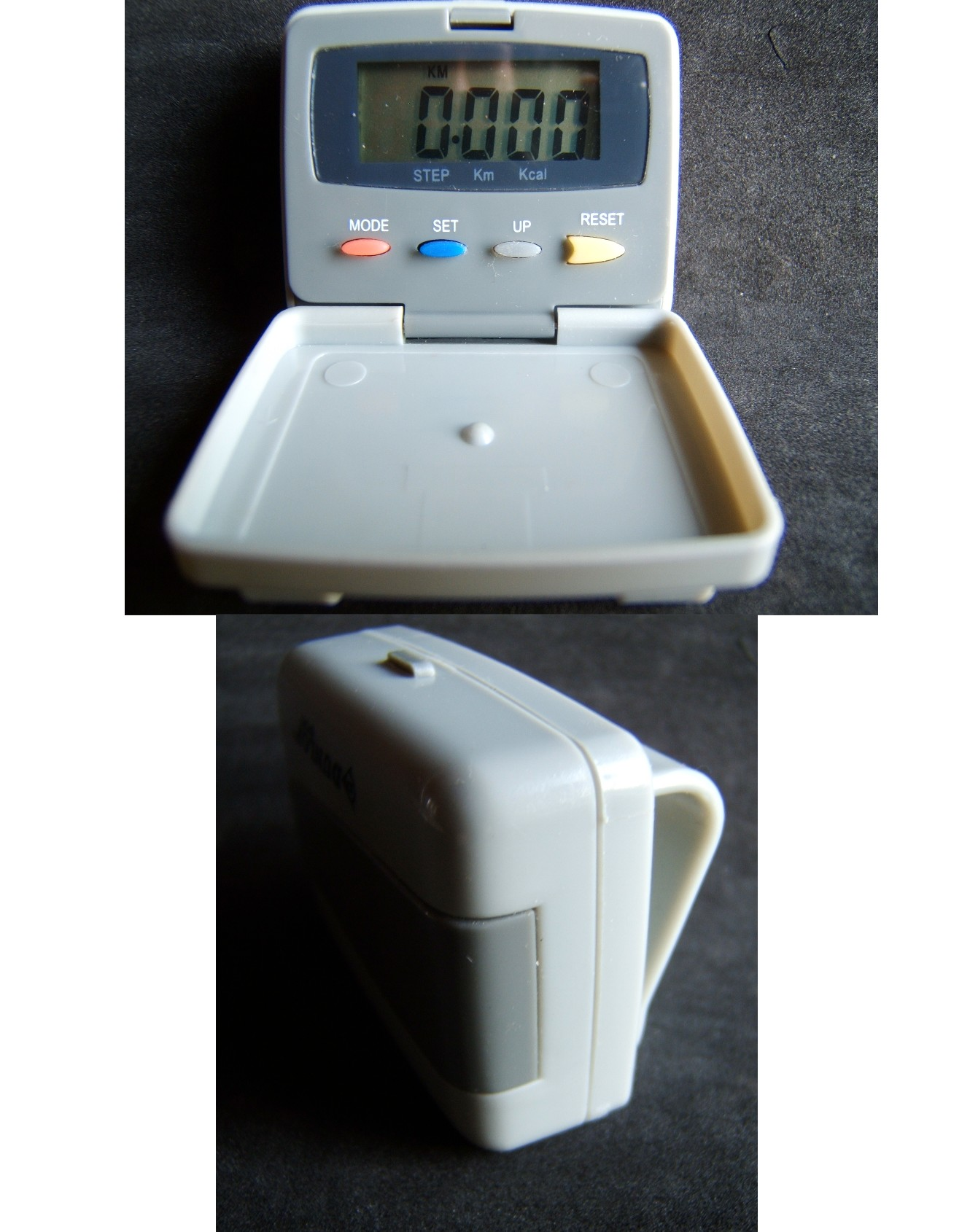
Stappenteller geopend en gesloten

Een pedometer of stappenteller is een apparaat dat het aantal stappen telt dat wordt gezet door degene die het draagt. Het geeft een indicatie van lichamelijke activiteit, en mits met enig beleid gebruikt, ook een indicatie van de door de drager afgelegde afstand. 
Aanvankelijk waren pedometers puur mechanisch; Later maakt men meestal gebruik van een elektronische teller waarbij een magneet aan een hefboom met een veer een magnetische reedschakelaar activeert bij iedere stap. Het aantal contactsluitingen wordt geteld en op een display getoond.
Voor de omrekening van stappen naar meters of kilometers moet de gemiddelde staplengte worden ingevoerd, die van persoon tot persoon en ook naar de omstandigheden verschilt. Binnenshuis loopt men anders dan tijdens de vierdaagse; op asfalt anders dan door hei. Verder is de instelling van de gevoeligheid voor beweging van het apparaatje van belang: het moet aanspreken bij een stap maar niet bij andere bewegingen. Meestal wordt aanbevolen de stappenteller op de heup te dragen in het verlengde van de zijnaad van een broek. De gevoeligheid kan vaak worden ingesteld door het bijstellen van de veer.
De betrouwbaarheid is het grootst bij een regelmatig looppatroon over een langere afstand.
Stappentellers worden vaak gebruikt al dan niet in combinatie met een mobiele app. Een stappenteller is daardoor niet alleen maar een middel om de stappen te tellen, maar wordt ook gebruikt voor het totaal aan verbrande calorieën, hoogteverschillen, trainingsschema's en andere sportdoeleinden. De meest bruikbare stappentellers onthouden de looproutes en de vorige trainingen waardoor een persoon de volgende keer extra stappen kan zetten. Hierdoor blijven de doelen binnen handbereik en kunnen gebruikers zich blijven monitoren. 
Het verschil in stappentellers zit vooral in de verschillende opties die ze bevatten. 